# Germain Mugemangango
Germain Mugemangango (Schaarbeek, 20 september 1973) is een Belgisch marxistisch politicus voor de PTB. 

## Biografie
Germain Mugemangango's ouders zijn Rwandese vluchtelingen. Hij groeide op in Schaarbeek en studeerde politieke wetenschappen aan de Université libre de Bruxelles. Mugemangango engageerde zich in de jaren 1990 binnen de Comac, de jongerenbeweging van de PVDA, en werd voorzitter  van de Brusselse afdeling van de beweging. Ook werd hij correspondent bij het PVDA-partijblad Solidair.
Na een verhuis naar Charleroi werd hij in 2000 voorzitter van de PVDA-afdeling van Henegouwen. Sinds 2017 is hij Franstalig woordvoerder voor de unitaire, tweetalige partij. Ook was hij van 2014 tot 2019 voor de PVDA parlementair medewerker in het Waals Parlement.
Bij de lokale verkiezingen van 2018 werd Mugemangango verkozen als gemeenteraadslid van Charleroi. 
In mei 2019 werd hij bij de Waalse verkiezingen verkozen tot lid van het Waals Parlement en het Parlement van de Franse Gemeenschap voor het arrondissement Charleroi-Thuin. Vervolgens trad hij aan als fractievoorzitter van de 10-koppige PVDA-fractie in het Waals Parlement. Bij de Waalse verkiezingen van juni 2024 werd Mugemangango herkozen, waarna hij in het Waals Parlement fractievoorzitter werd van de deze keer negen leden tellende PVDA-fractie.
In 2020 bekwam Mugemangango de veroordeling van de Belgische staat wegens de manier waarop het Waals Parlement in 2014 zijn klacht over de verkiezingen had verworpen in een zogenaamd onderzoek naar de geloofsbrieven. Hij had toen veertien stemmen tekort om een zetel binnen te halen en de commissie had zijn vraag tot hertelling gegrond bevonden, maar de voltallige assemblee verwierp dit. Het Europees Hof voor de Rechten van de Mens oordeelde in 2020 dat Mugemangango geen eerlijk proces had gekregen omdat de gevoerde procedure onvoldoende garanties op onpartijdigheid bood, te veel discretionaire beoordelingsmarge liet aan het parlement en willekeur onvoldoende uitsloot. Het naderhand toch verkozen parlementslid bekwam 2000 euro morele schadevergoeding en de terugbetaling van zijn gerechtskosten.